# Костромской государственный университет имени Н. А. Некрасова
Костромской государственный университет имени Н. А. Некрасова — высшее учебное заведение, расположенное в Костроме. 

Основная часть учебных корпусов университета расположена в центральной части города, на набережной реки Волги.
В соответствии с приказом Минобрнауки России от 10 марта 2016 г. № 196 вуз реорганизован путем присоединения к КГТУ, который в дальнейшем был переименован в Костромской государственный университет. Один из региональных опорных университетов.

## История

### Рабоче-крестьянский университет
Фактической датой основания университета можно назвать 1918 год, когда был открыт «Костромской государственный рабоче-крестьянский университет в память Октябрьской революции 1917 года». Юридическим документом, который узаконил деятельность учебного заведения, был декрет Совнаркома от 21 января 1919 года, подписанный В. И. Ульяновым-Лениным:
В ознаменование Октябрьской революции 1917 г., раскрепостившей трудящиеся массы от политического, экономического и духовного гнёта со стороны имущих классов и открывшей им широкие пути к источникам знания и культуры, учредить государственные университеты в городах Костроме, Смоленске, Астрахани и Тамбове и преобразовать в государственные университеты бывшие Демидовский юридический лицей в Ярославле и педагогический институт в Самаре. Сроком открытия университетов считать день первой годовщины Октябрьской революции — 7 ноября 1918 г.
Занятия в учебном заведении начались 17 ноября 1918 года с лекции приват-доцента, впоследствии ученого-антрополога с мировым именем Е. М. Чепурковского «Типы доисторического и современного населения Великороссии». Первым ректором университета стал Н. Г. Городенский, преподаватель классической филологии, но, проработав немногим более года, он сложил с себя полномочия по состоянию здоровья.

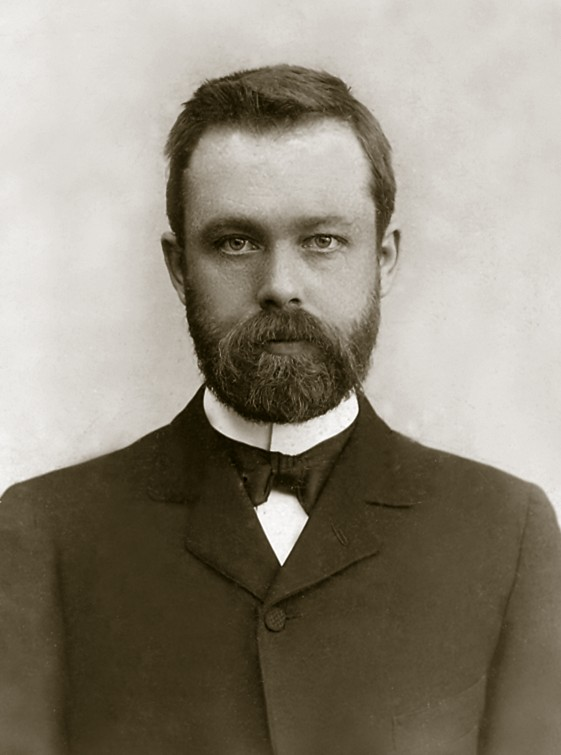
Николай Гаврилович Городенский, первый ректор Костромского университета

Следующим ректором университета был избран заведующий кафедрой политической экономии и статистики профессор Ф. А. Меньков. Университету удалось собрать превосходный состав преподавателей. Только на естественном факультете работали 10 профессоров. На кафедрах гуманитарного факультета университета преподавали такие известные ученые, как Ф. А. Петровский (классическая философия), Б. А. Романов и А. Ф. Изюмов (история), А. И. Некрасов (история и теория искусств), В. Ф. Шишмарев (история западноевропейской литературы и романская филология), С. К. Шамбинаго (литературоведение), А. Л. Саккетти и Ю. П. Новицкий (право). Здесь делали первые шаги в преподавательской деятельности знаменитый пушкинист С. М. Бонди и будущий академик историк Н. М. Дружинин. Студенты Костромского университета могли услышать блистательные выступления наркома просвещения А. В. Луначарского, лекции Фёдора Сологуба о новой литературе и новом театре.
В составе университета первоначально действовали естественный, гуманитарный и лесной факультеты, а позже — педагогический и медицинский. Вследствие проводимой в стране политики равного доступа к образованию, в университет поступали малограмотные рабочие и крестьяне, которые могли зачисляться без экзаменов. Низкий образовательный уровень студентов вызвал необходимость открытия просветительской ассоциации, которая включала высшую народную школу и губернское общество народных университетов. С 1919 г. функцию подготовки студентов к учёбе на академическом отделении взял на себя появившийся при университете рабочий факультет. В 1921 г. на всех факультетах учились 3 333 студента.

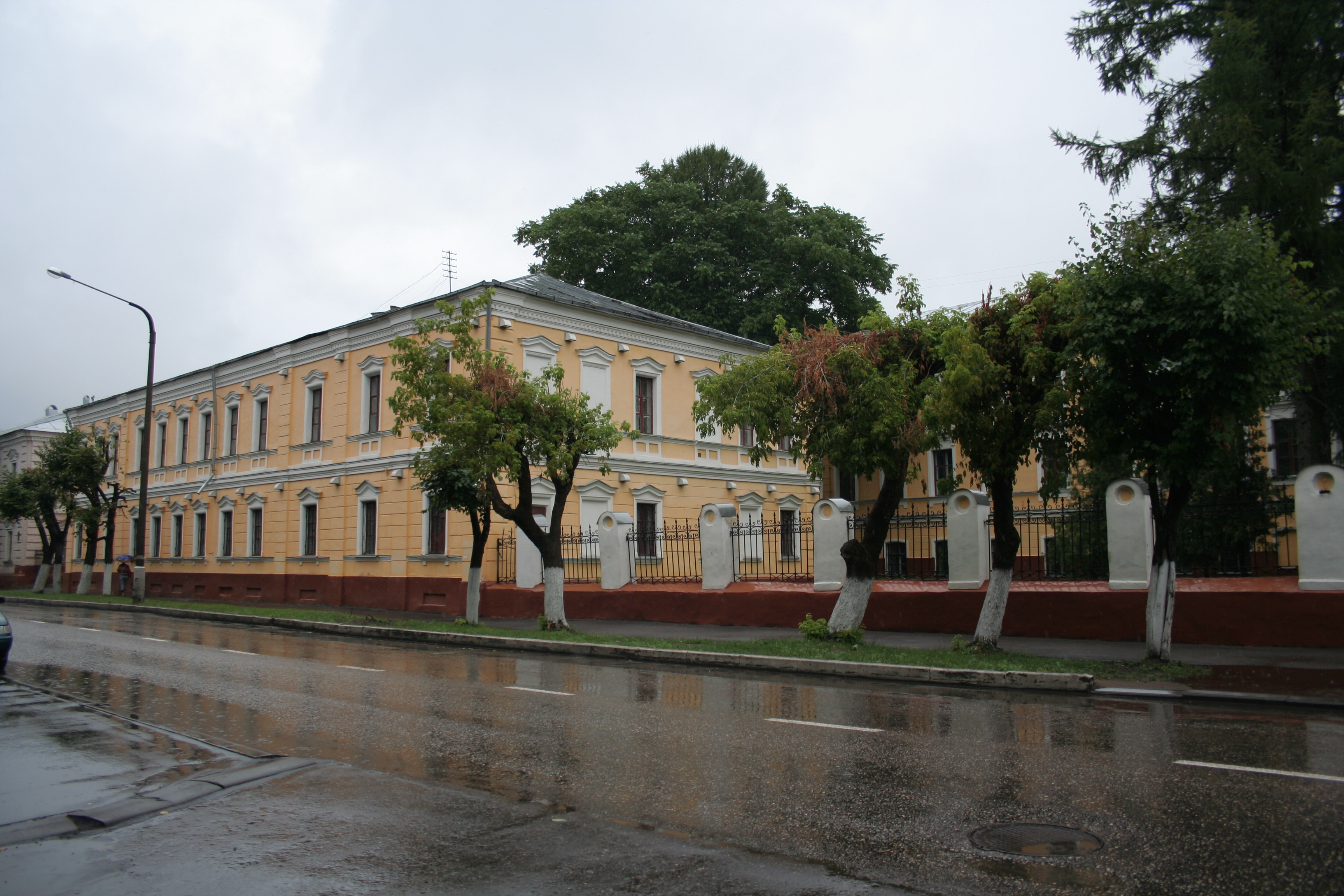
Корпус «А» КГУ (ул. 1 Мая, 14)

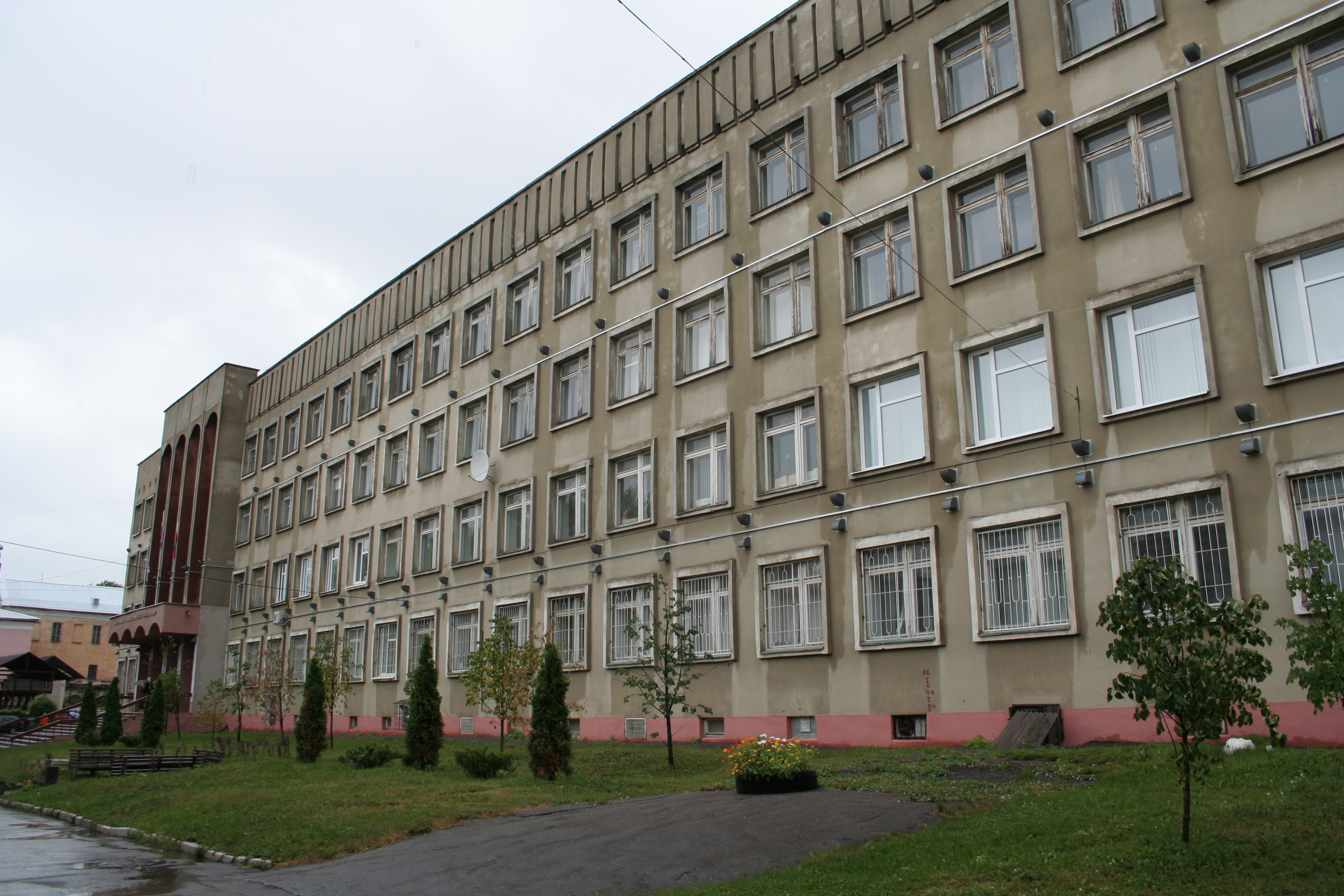
Корпус «В» КГУ

В связи с тяжёлыми последствиями гражданской войны и переходом к новой экономической политике, повлёкшей сокращение финансирования учебных заведений, Народный комиссариат просвещения в 1921 г. принял решение о закрытии или о реорганизации ряда молодых университетов. На базе Костромского университета были созданы два вуза — педагогический институт (Институт народного образования) и сельскохозяйственный. В последующие годы на базе университета были созданы несколько учебных заведений, которые неоднократно преобразовывались и меняли направление своей деятельности.

### Педагогический институт
В 1939 году решением Наркомпроса, в связи с политикой перехода на обязательное семилетнее обучение в школах страны, педагогическое училище — преемник университета — было преобразовано в учительский институт. Период войны для института оказался относительно стабильным, но тяжёлая обстановка и недостаток материальных ресурсов не могли позволить проводить дальнейшее развитие учебного заведения. Только после войны, в 1949 году, благодаря большим усилиям по модернизации института и улучшению уровня предоставляемого образования, учительский институт был повышен до статуса педагогического института. В 1946 году учебному заведению было присвоено имя русского поэта Николая Алексеевича Некрасова, 125-летие со дня рождения которого тогда широко отмечалось в стране.
На 1 января 1950 г. общая численность студентов дневного и заочного отделения составляла более 1 800 человек. К 1952 г. на 15 кафедрах института работали 84 преподавателя, среди которых были два доктора и 33 кандидата наук.
1960—1980-е гг. — период нарастающих качественных изменений педагогического института, обусловленных введением в стране всеобщего среднего образования. Ректором института в этот период становится М. И. Синяжников, с 1961 г. возглавлявший КГПИ в течение 25 лет. С приказа Министерства просвещения РСФСР от 21 мая 1960 г. о переводе на бюджет педагогического института Костромского художественного училища начинается история художественно-графического факультета. В 1966 году в КГПИ открывается отделение иностранных языков, которое через два года преобразуется в самостоятельный факультет. В 1964 г. вузу передается учебное здание на улице 1 Мая (ныне корпус «А» университета). Ведется строительство с последующим введением в эксплуатацию общежития на улице Щемиловка на 850 мест (1968), спортивного корпуса на улице Пятницкой (1973), учебного корпуса «В» (1982). В 1980-е годы, мобильно реагируя на потребности народного хозяйства, КГПИ открывает новые специальности и формирует новые факультеты: общетехнических дисциплин и труда (1983), музыкально-педагогический (1984), педагогики и методики начального образования (1985), физической культуры (1989). Осенью 1989 году в КГПИ впервые проводятся альтернативные выборы ректора, на которых был избран Николай Михайлович Рассадин.

### Педагогический университет
Масштабные социально-экономические преобразования в стране в 1990-е гг. способствовали развитию вуза: он смог сохранить большую часть того наследия и педагогических традиций, которые были накоплены за прошедшие десятилетия. Численность студентов в институте за 5 лет удвоилась. Они получали педагогическое образование на 13 факультетах по 19 специальностям. Произошли значительные изменения в преподавательском составе: число преподавателей превысило четыре сотни, включая около 170 докторов и кандидатов наук, профессоров и доцентов. Увеличила почти в пять раз свой состав аспирантура (с 17 до 71 человека), которая работала по 14 специальностям. В период с 1991 по 1994 г. в КГПИ подготовлены 4 доктора и 35 кандидатов наук. КГПИ установил в эти годы деловые и научно-методические связи с образовательными учреждениями земли Северный Рейн — Вестфалия (Германия), графства Дарем (Великобритания), провинции Хальбек (Дания), вузами Франции, Польши и других стран. Итог этой работы подвела аттестация вуза, за которой в июле 1994 года последовал приказ министра образования РФ о переименовании в Костромской государственный педагогический университет им. Н. А. Некрасова (КГПУ).
Рост престижа высшего образования, который начался с середины 1990-х годов, дал стимул к дальнейшему развитию педагогического университета: были открыты филиалы КГПУ в городе Шарья, Костромской области и в городе Кировск, Мурманской области, получили развития научные направления и учебные специальности, присущие классическим университетам. Закономерным итогом развития стал вышедший 5 января 1999 г. приказ Министерства образования Российской Федерации, закрепивший за вузом статус классического университета и наименование «Костромской государственный университет имени Н. А. Некрасова».

## Ректорат
В январе 2023 года в Университете началась ротация кадров.
- Чайковский Денис Витольдович, и. о. ректора
- Гузырь Владимир Васильевич, и. о. проректора по экономике и финансам
- Герасимчук Ирина Юрьевна, и. о. проректора по образовательной деятельности
- Исакова Любовь Александровна, и. о. проректора по научной работе
- Скрябина Ольга Борисовна, и. о. проректора по молодёжной политике и воспитательной деятельности
- Якухин Алексей Юрьевич, и. о. проректора по административно-хозяйственной работе

## Образовательная деятельность

### Институты и факультеты
- Институт педагогики и психологии
- Институт экономики
- Институт физико-математических и естественных наук
- Институт истории и филологии
- Институт культуры и искусств
- Юридический факультет имени Ю. П. Новицкого

## Научно-исследовательская деятельность

### Научные школы и направления
Коллектив ученых университета осуществляет фундаментальные, поисковые, прикладные, инновационные и научно-методические исследования по всему спектру наук. Развиваются научные школы и направления по современному университетскому образованию, экономической теории, истории России, археологии, межкультурной коммуникации, правоведению, социальной психологии, литературоведению, фразеологии и диалектологии, социальному воспитанию, социальной работе, химико-термическому упрочнению материалов, экологии и др.
По состоянию на начало 2011 года в рейтинге научной и публикационной активности российских вузов КГУ занимает 67-е место среди 474 вузов России.

### Редакционно-издательская деятельность
Главные направления редакционно-издательской деятельности: издание монографий, сборников научных трудов, учебников, учебных пособий и других видов научной и учебно-методической литературы.

Университетом издаются научные журналы «Вестник КГУ имени Н. А. Некрасова» (ISSN 1998-0817) и «Экономика образования» (ISSN 2072-9634), включенные в Перечень периодических научных и научно-технических изданий), выпускаемых в Российской Федерации, в которых рекомендуется публикация основных результатов диссертаций на соискание ученой степени доктора и кандидата наук. Указанные журналы, а также серия «Вестник КГУ имени Н. А. Некрасова: Педагогика. Психология. Социальная работа. Ювенология. Социокинетика» (ISSN 2073—1426) включены в Российский индекс научного цитирования.

### Аспирантура и докторантура
Организацию работы аспирантуры и докторантуры осуществляют проректор по научной работе и отдел аспирантуры и докторантуры в составе управления научно-исследовательской деятельности.
В аспирантуре университета подготовка кандидатов наук осуществляется по 39 специальностям 12-ти отраслей наук; открыто 9 специальностей докторантуры (на июнь 2011 года). В 2006—2011 гг. сохраняется численность аспирантуры и докторантуры, отвечающая уровню ведущих университетов: на 100 студентов приведенного контингента — почти 6 аспирантов. Доля аспирантов, завершивших обучение защитой кандидатской диссертации, составляет 35-47 %.

### Диссертационные советы
При университете как при базовом вузе работает 2 диссертационных совета по защите диссертаций на соискание учёной степени доктора наук и кандидата наук по педагогическим и психологическим наукам.

## Научная библиотека
Научная библиотека университета создана в ноябре 1918 г. Признавая большое значение для университета научной библиотеки, VI губернский съезд Советов 20 сентября 1918 года. высказался за организацию в её составе отдела социологии и политической экономии и ассигновал на эти цели 100 тысяч рублей. Книги приобретались у частных лиц и принимались безвозмездно от организаций. Была организована закупка различных изданий в столицах. К 1921 г. университет создал солидную по губернским масштабам библиотеку, которая насчитывала около 30 тысяч экземпляров научной, учебной и художественной литературы.
В 1949 г., когда учительский институт был преобразован в педагогический, книжный фонд библиотеки составлял 45 тысяч книжных единиц, читателей было менее шестисот человек, работали 4 библиотекаря. В 1953 г. в помещении библиотеки организован читальный зал на 20 посадочных мест, площадь библиотеки была 200 м². Книги из магазина и библиотечного коллектора возили на лошади, библиотекари сами кололи дрова и топили печи в библиотеке.

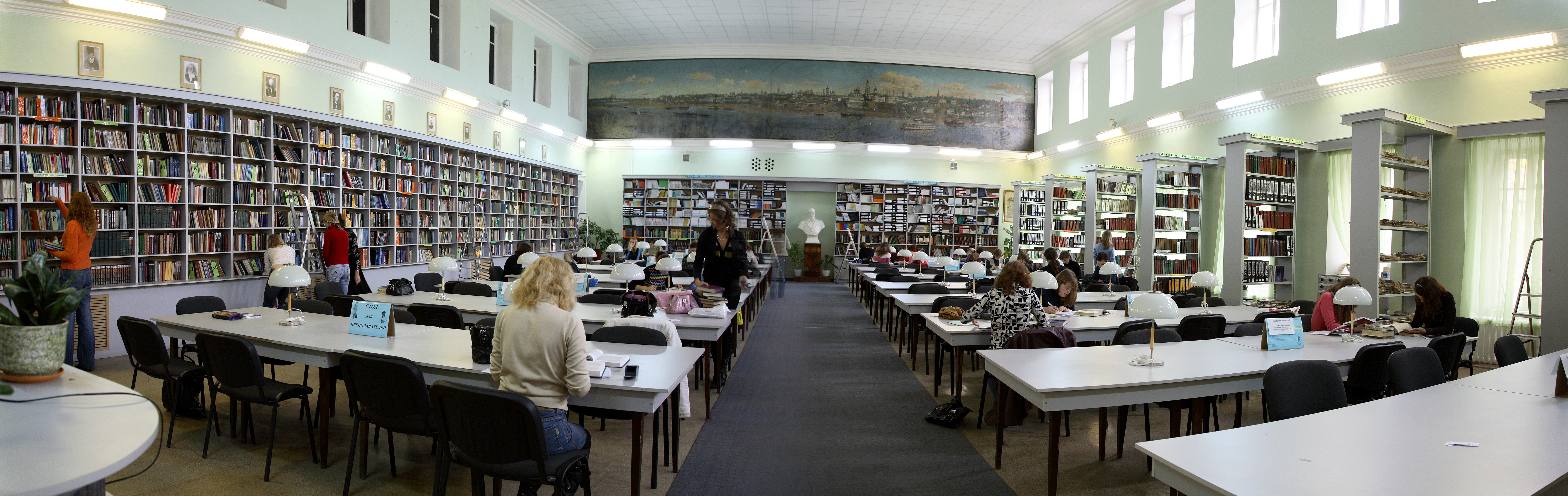
Читальный зал Научной библиотеки КГУ имени Н. А. Некрасова (корп. Б

В 1976 г. библиотеке было передано помещение спортивного зала (в прошлом актового зала Григоровской женской гимназии), где в настоящее время находится читальный зал на 200 мест по схеме открытого доступа к источникам активного спроса. С 1981 г. научная библиотека университета занимает помещение площадью более 2 тыс. м² в учебном корпусе «В». В 2007 г. был открыт читальный зал при институте педагогики и психологии. Здесь так же, как и в первом читальном зале, оборудована компьютерная зона и открытый доступ.
Фонд библиотеки на 1 января 2011 г. составляет 609540 экз., в том числе научная литература — 217322 экз.; поступило в библиотеку в 2010 году — 14504 экз., в том числе научной литературы — 8437 экз.; электронный каталог на 01.01.2011 года составляет — 137949 записей; картотека научных трудов преподавателей — 24294 записей; электронная картотека статей — 44173 записей; краеведческая картотека статей — 8340 записей.
Большую часть фонда составляют учебники и учебно-методические пособия по всем образовательным программам, реализуемым в университете. В достаточном количестве представлена научная литература. В составе библиотечного фонда как новые, так и старые, редкие книги по истории, искусству, литературе, педагогике, психологии, изданные в XVIII — начале XX в., а также уникальные образцы современного полиграфического искусства.

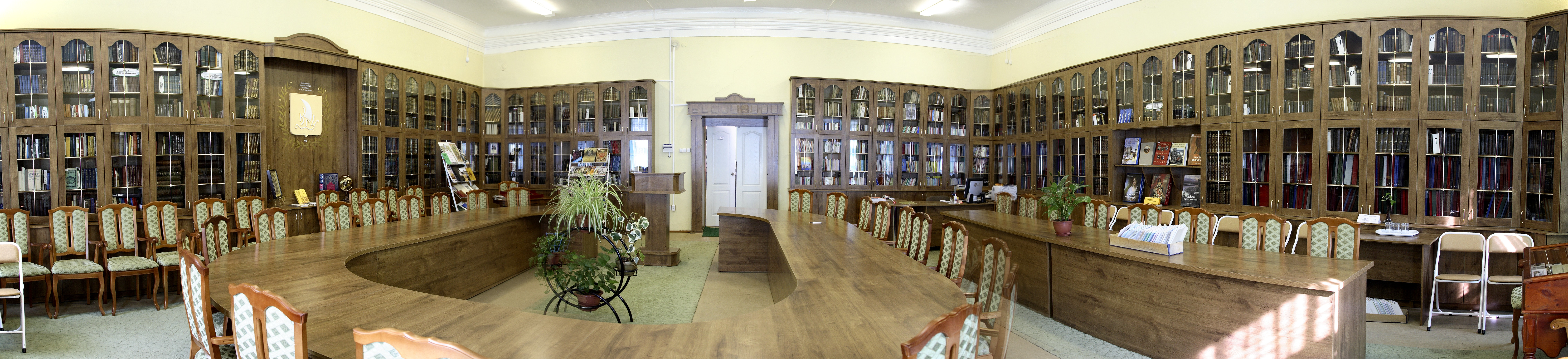
Зал редкой книги Научной библиотеки КГУ имени Н. А. Некрасова (корп. А)

В собрании библиотеки особое место занимают книги из библиотек костромских учебных заведений, переданные много лет назад молодому университету. На протяжении 90 лет жизни вуза фонд его библиотеки пополнялся дарами библиофилов П. Т. Виноградова, Н. Ф. Жохова, С. И. Бирюкова, И. А. Серова, В. С. Розова, С. Н. Самойлова и других.
Информатизация учебного и научного процессов определила новые приоритеты в деятельности библиотеки. Создается электронный каталог на фонд библиотеки. Начат ввод ретро-фонда библиотеки института педагогики и психологии в электронный каталог и штрихкодирование документов для организации автоматизированной книговыдачи. Пользователи электронного читального зала (открыт в 2006 г.) могут познакомиться не только с электронными изданиями, но и последними новинками деловой и учебной литературы, представленными ведущими издательствами.
С 2003 г. научная библиотека КГУ — член Ассоциации региональных библиотечных консорциумов. Для пользователей доступны сервисы параллельного поиска литературы в единой точке доступа по электронным каталогам библиотек России и сводным каталогам консорциума, организован доступ к росписям газетных и журнальных статей Российской книжной палаты, электронной базе диссертаций Российской государственной библиотеки, ряду баз данных научных издательств. Создание сайта «Царственный род Романовых и Костромской край» стало возможным благодаря ведению соответствующей картотеки и коллекции книг, собранных в фонде редкой книги.
1 сентября 2011 г. в главном читальном зале библиотеки открыт "Книжный архив издательского комплекса «Терра». Издательство «ТЕРРА» передало в дар университету свой архив — более 12000 томов уникальной научной и художественной литературы, авторские рукописи и иллюстративные материалы.
На протяжении многих лет библиотека является методическим центром, координирующим деятельность библиотек профессиональных учебных заведений Костромской области. На её базе проходят семинары библиотечных работников, функционируют межвузовские секции по основным направлениям библиотечной работы.

## Известные люди

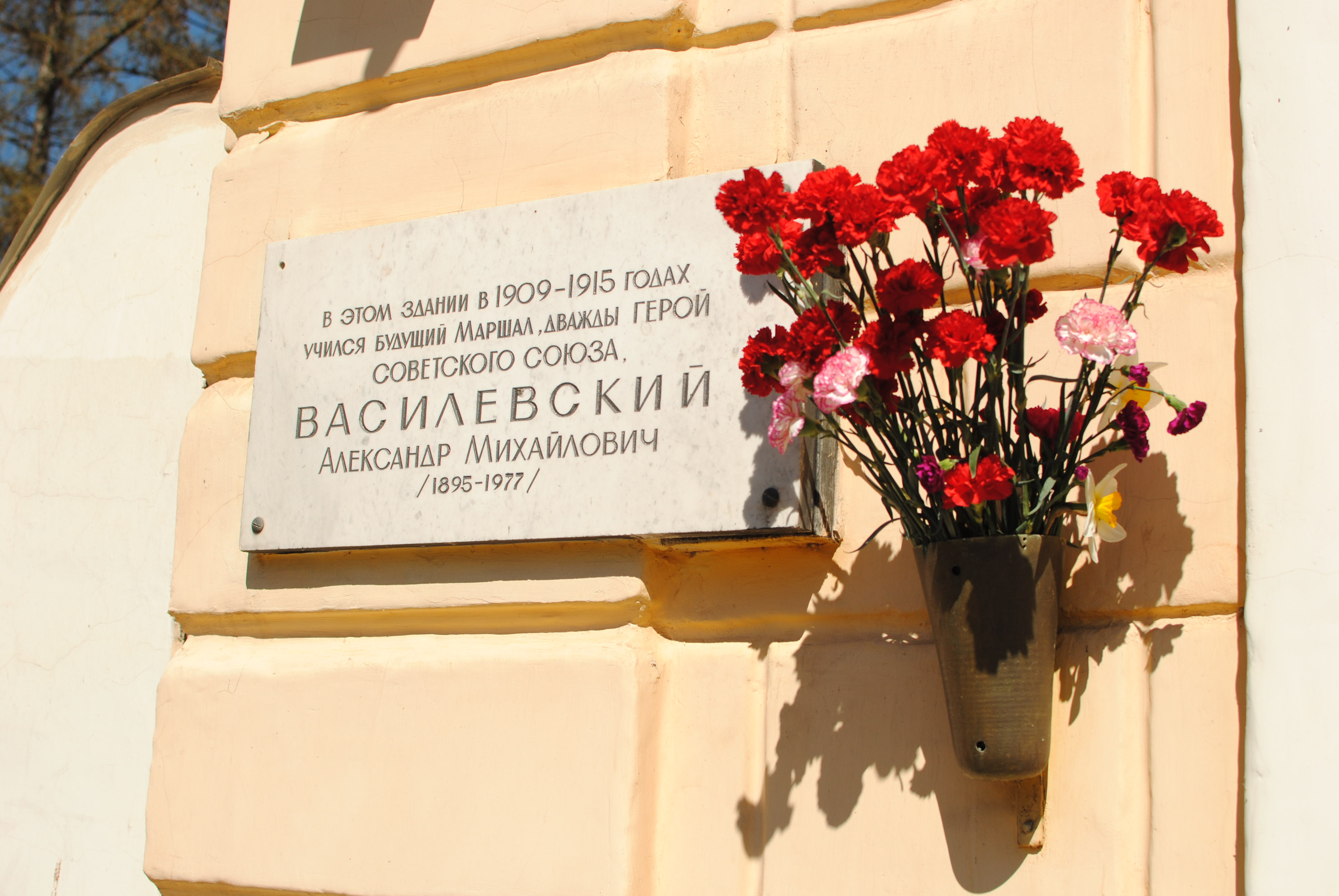
Мемориальная доска в память Маршала Советского Союза А. М. Василевского на здании бывш. Костромской духовной семинарии

### Ректоры
1. Талов Леонид Николаевич (1949—1954)
2. Землянский Фёдор Маркович (1954—1961)
3. Синяжников Михаил Иванович (1961—1986)
4. Панин Валентин Семёнович (1986—1989)
5. Рассадин Николай Михайлович (1989—2014)
6. Наумов Александр Рудольфович (2014—2023)
7. Чайковский Денис Витольдович (и. о., с 31 января 2023)

### Выпускники
- Батин, Михаил Александрович — предприниматель, председатель общественной организации «За увеличение продолжительности жизни».
- Викентий (Новожилов) — архиерей Русской православной старообрядческой церкви, епископ Костромской и Ярославский.
- Голубев, Александр Вячеславович — конькобежец, заслуженный мастер спорта (1994), чемпион XVII зимних Олимпийских игр (1994) в беге на 500 м.
- Лебедев, Юрий Владимирович — российский писатель, литературовед, автор учебников для средней и высшей школы; доктор филологических наук, профессор.
- Попков, Владимир Михайлович — советский, украинский и российский кинорежиссёр, сценарист, актёр.
- Рассадин, Николай Михайлович — ректор Костромского государственного университета имени Н. А. Некрасова; кандидат педагогических наук, профессор.
- Самойлов, Сергей Николаевич — российский государственный деятель, бывший советник Президента Российской Федерации (2001—2008)
- Ситников, Сергей Константинович — российский государственный и политический деятель, губернатор Костромской области (с 2012 г.)
- Скатов, Николай Николаевич — российский филолог, литературовед; доктор филологических наук, член-корреспондент РАН.
- Сыров, Валерий Михайлович — российский и украинский художник, член Союза художников СССР и Национального союза художников Украины.
- Цанн-кай-си, Фёдор Васильевич — заведующий кафедрой Владимирского государственного гуманитарного университета им. П. И. Лебедева-Полянского; доктор философских наук, профессор.
- Яковенко, Александр Николаевич — украинский политический деятель, лидер Коммунистической партии рабочих и крестьян Украины.

### Преподаватели
- Лутошкин, Анатолий Николаевич (1935—1979) — советский психолог, специалист в области социальной и педагогической психологии, автор книги «Как вести за собой».
- Уманский, Лев Ильич (1921—1983) — советский психолог, специалист в области социальной и педагогической психологии, д-р псих. наук (1969), профессор (1969).
- Чепурковский, Ефим Михайлович (1871—1950) — российский антрополог, этнограф, библиограф.
- Шишмарёв, Владимир Фёдорович (1875—1957) — российский филолог, профессор, действительный член АН СССР (1946), один из наиболее значительных российских романистов первой половины XX в.

### Почётные доктора и профессора
1. Петер Меттен — Госканцелярия земли Северный Рейн-Вестфалия — г. Дюссельдорф, Германия — Год присвоения звания: 2004
2. Райнхольд Глзсс- «Фаттер-консалтинг» ООО — г. Эссен, Германия -Год присвоения звания: 2004
3. Рольф Кольсманн — Университет прикладных наук — г. Эссен, Германия — Год присвоения звания: 2004
4. Герт Штрассер — Евангелический университет прикладных наук — г. Дармштадт, Германия — Год присвоения звания: 2006
5. Алекса Кёлер-Оффирски — Евангелический университет прикладных наук — г. Дармштадт, Германия — Год присвоения звания: 2006
6. Харри Валтер — Университет имени Эрнста Моритца Арндта — г. Грайфсвальд, Германия — Год присвоения звания: 2008
7. Винфрид Зеелиш — Евангелический университет прикладных наук — г. Дармштадт, Германия — Год присвоения звания: 2010
8. Ханс-Вернер Гессманн — Центр повышения квалификации, диагностики и психотерапии — г. Дуйсбург, Германия — Год присвоения звания: 2011

В свою очередь, звания почетного члена Университета прикладных наук г. Дармштадт за активное многолетнее сотрудничество были удостоены:
1. Рассадин Николай Михайлович — ректор КГУ им. Н. А. Некрасова — Год присвоения звания: 2009
2. Ваулина Лидия Николаевна — проректор по международной работе КГУ им. Н. А. Некрасова — Год присвоения звания: 2009

## Факты
- В сквере у корп. А установлен памятник А. А. Зиновьеву (2009, скульптор А. Н. Ковальчук)
- Два корпуса университета на ул. 1 Мая (бывш. Верхняя Набережная) расположены в зданиях Костромской духовной семинарии и Григоровской женской гимназии.